# Dave Robbins
David "Dave" Robbins (Greensburg, 14 augustus 1923 - Gibsons, september 2005) was een Amerikaans-Canadese trombonist, componist, arrangeur en educator.
Robbins studeerde muziekonderwijs aan onder meer de University of Southern California. Hij werkte als trombonist in verschillende symfonie-orkesten en in de periode 1948-1954 in de bigband van Harry James. In die periode trouwde hij met een Canadese danseres en kwam zo in 1951 terecht in Vancouver. In 1965 werd hij Canadees staatsburger.
Van 1955 tot 1970 was hij de eerste trombonist in het Vancouver Symphony Orchestra. Ook speelde hij bij de plaatselijke opera. Naast dit werk had hij ook een eigen bigband, waarmee hij in de periode 1960-1966 tweewekelijks speelde voor CBC Radio. Het repertoire bestond uit mainstream jazz, maar ook Third Stream-werk, zoals werk van  Richard Rodney Bennett en Rolf Liebermann. Tevens leidde showbands in The Cave (1960-1962) en Bayshore Hotel (1970-1974). In het begin van de jaren zeventig speelde hij weer enige tijd bij Harry James. Robbins componeerde en arrangeerde onder meer voor film en radio.
Robbins was van groot belang voor de plaatselijke jazz in Vancouver. Hij gaf er onder meer les aan Vancouver Community College en de Universiteit van Brits-Columbia. Leerlingen van hem waren bijvoorbeeld Hugh Fraser en Gordie Bertram.